# Liste der Gemeindeverbände im Département Gers
Das Département Gers liegt in der Region Okzitanien in Frankreich. Es untergliedert sich in 17 Gemeindeverbände.
Siehe auch: Liste der Gemeinden im Département Gers

## Gemeindeverbände

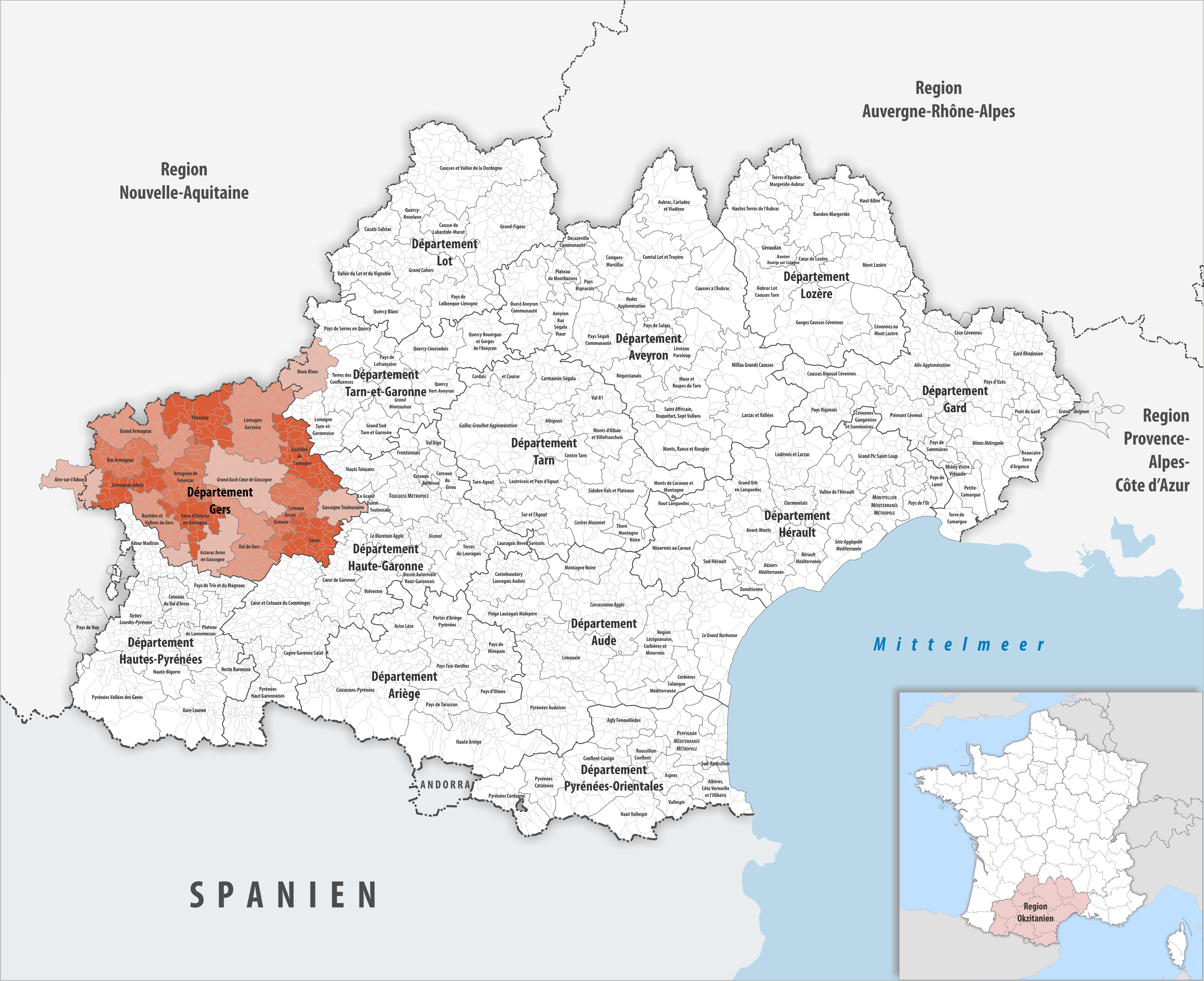
Gemeindeverbände im Département Gers

| Gemeindeverband             | Gemeinden im Départ./Verband | Einwohner 1. Januar 2022 | Fläche km² | Dichte Einw./km² | SIREN- Nummer | Rechtsform                 | Gründungsdatum    |
| --------------------------- | ---------------------------- | ------------------------ | ---------- | ---------------- | ------------- | -------------------------- | ----------------- |
| Aire-sur-l’Adour            | 10/22                        | 12.922                   | 300,60     | 43               | 200 030 435   | Communauté de communes     | 21. Dezember 1992 |
| Armagnac Adour              | 24/24                        | 6.568                    | 297,34     | 22               | 200 035 632   | Communauté de communes     | 21. Dezember 2012 |
| Artagnan de Fezensac        | 25/25                        | 6.953                    | 376,95     | 18               | 243 200 607   | Communauté de communes     | 18. Dezember 2003 |
| Astarac Arros en Gascogne   | 37/37                        | 7.171                    | 379,50     | 19               | 200 035 756   | Communauté de communes     | 21. Dezember 2012 |
| Bas Armagnac                | 26/26                        | 8.714                    | 313,77     | 28               | 243 200 409   | Communauté de communes     | 30. Dezember 1998 |
| Bastides de Lomagne         | 41/41                        | 11.318                   | 423,99     | 27               | 200 034 726   | Communauté de communes     | 22. November 2012 |
| Bastides et Vallons du Gers | 30/30                        | 6.969                    | 296,97     | 23               | 243 200 508   | Communauté de communes     | 8. November 2000  |
| Cœur d’Astarac en Gascogne  | 19/19                        | 7.720                    | 287,11     | 27               | 243 200 425   | Communauté de communes     | 3. Dezember 1999  |
| Coteaux Arrats Gimone       | 30/30                        | 10.784                   | 402,20     | 27               | 200 042 372   | Communauté de communes     | 1. Januar 2014    |
| Deux Rives                  | 1/28                         | 19.013                   | 343,26     | 55               | 248 200 016   | Communauté de communes     | 24. Dezember 2001 |
| Gascogne Toulousaine        | 13/13                        | 17.060                   | 215,63     | 79               | 200 023 620   | Communauté de communes     | 21. Dezember 2009 |
| Grand Armagnac              | 25/25                        | 13.441                   | 533,12     | 25               | 243 200 458   | Communauté de communes     | 24. Dezember 1999 |
| Grand Auch Cœur de Gascogne | 34/34                        | 39.498                   | 602,00     | 66               | 200 066 926   | Communauté d’agglomération | 21. Oktober 2016  |
| Lomagne Gersoise            | 43/43                        | 19.309                   | 683,29     | 28               | 243 200 391   | Communauté de communes     | 23. Dezember 1998 |
| Savès                       | 32/32                        | 9.849                    | 326,72     | 30               | 243 200 599   | Communauté de communes     | 31. Dezember 2002 |
| Ténarèze                    | 26/26                        | 14.327                   | 498,18     | 29               | 243 200 417   | Communauté de communes     | 2. Dezember 1999  |
| Val de Gers                 | 42/42                        | 9.783                    | 512,85     | 19               | 200 072 320   | Communauté de communes     | 19. Dezember 2016 |